# Тато. Кузня зброї
«Тато. Кузня зброї»  — український графічний роман Олександра Ком'яхова створений у жанрі пригодницького фентезі виданий в 2021 році. Події коміксу відбуваються під час Революції гідності. 

## Сюжет
Події коміксу розгортаються в уявному фентезійному світі, де головний герой — колишній воїн, знаний як Тато, виховує свою доньку після трагічних подій минулого. Тато вирушає у небезпечну мандрівку до стародавньої кузні, де куються легендарні мечі, щоб викувати зброю, здатну захистити його дочку та весь їхній народ від загрози, що насувається.
У снах Маринку переслідують фантоми минулого, серед яких зловісна Металева Відьма. Вранці страхи ночі відступають, але спокою немає: в місті вирує Майдан. Він розділив сім’ю Маринки. Батько йде на барикади, мати переймається власною кар’єрою. Руйнування сім’ї наяву, страх уві сні і на Майдані. Здається, криваві фантоми прийшли у реальність, і Марина починає розуміти: Металева Відьма — це війна.

## Нагороди
- «Найкращий мальопис року 2021. Велика форма» за «Тато. Книга 1. Кузня зброї» (2022). Україна
- Лауреат премії «Комікс року» - Олександр Ком'яхов за графічний роман «Тато. Кузня зброї»[1];